# Баррі Сіл
Адлер Берріман Сіл (англ. Adler Berriman Seal; 16 червня 1939, Батон-Руж, Луїзіана — 19 лютого 1986), більш відомий як Баррі Сіл (англ. Barry Seal) — американський льотчик, відомий контрабандист наркотиків і зброї, протягом декількох років працював на потужний фінансово-кокаїновий злочинний синдикат «Медельїнський кокаїновий картель», який свого часу контролював до 80 % світового наркотрафіку.

## Ранні роки
Адлер Сіл народився 16 липня 1939 року в Батон-Руж (штат Луїзіана, США) в сім'ї домогосподарки Мері Лу (англ. Mary Lou) і Бенджаміна Кертіса Сіла (англ. Benjamin Curtis Seal) — торговця кондитерськими виробами, за сумісництвом активного члена Ку-клукс-клану. Учитель льотної школи Едді Даффард, весь час повторював, що Сіл безвідповідальний та божевільний. «Баррі був білою вороною в сім'ї. Він завжди робив тільки те, що хотів, незважаючи на наслідки», — розповів він уже після смерті учня. Але 1955 року, коли Сіл прийшов до нього вчитися льотній майстерності, ще навіть не закінчивши школу, все було інакше. Вони відразу подружилися. І, незважаючи на те, що мати підлітка вмовляла Даффарда відмовитися від уроків, той продовжував навчати її сина, сказавши, що якщо він відмовиться, знайдеться хтось інший. На думку вчителя, Баррі був природженим пілотом. Якби не існувало літаків, він би, напевно, відростив крила тільки щоб злетіти в повітря. Даффард довірив йому штурвал після 8 години інструктажу. І не дарма: в 15 років Сіл вже отримав студентський сертифікат, а через рік повноцінну ліцензію пілота. 1967 року Адлер став одним з наймолодших пілотів великої авіакомпанії Trans World Airlines, а трохи пізніше мало не єдиним, хто справлявся з новим Boeing 707.

## Військова служба
Уже в 1956—1957 роках юний льотчик був завербований у ЦРУ, тісно зв'язавши свою діяльність з американською військовою розвідкою.
1958 року Сіл почав здійснювати польоти на Кубу, переправляючи зброю Фіделю Кастро, який боровся з диктаторським режимом Фульхенсіо Батісти (ісп. Fulgencio Batista): в той час ЦРУ таємно підтримувала повалення Батісти. Проте, після того як Кастро зумів зробити державний переворот і захопити владу на Кубі, зовнішня політика США різко змінилася і Сіл взяв безпосередню участь у військово-повітряних атаках Куби.
Наступного року Баррі Сіл став пілотом ЦРУ в Гватемалі, потім протягом декількох років брав участь в численних військово-повітряних операціях в Південно-Східній Азії. 1964 року він приєднався до 245-го інженерного батальйону в Сент-Луїсі, а 1966 року пішов з військової авіації.
Незабаром він почав працювати на комерційну авіакомпанію TWA Corporation, спочатку як бортінженер, а потім став наймолодшим пілотом Боїнг-747 країни[якої?], здійснюючи трансконтинентальні рейси. 1972 року Сіл був заарештований за згоду на перевезення семи тонн вибухівки C4 з Маямі в Мексику — замовник виявився агентом ФБР під прикриттям.

## Особисте життя
Вперше він одружився 1963 року на жінці на ім'я Барбара Боттомс. Через п'ять років спільного життя їх пов'язували тільки двоє дітей і взаємні звинувачення. 1968 року Сіл подав на розлучення, заявивши, що дружина йому зраджує. Та, в свою чергу, звинуватила чоловіка в побоях, але документи підписувати не поспішала. Барбара тягнула ще три роки, поки Баррі не погодився платити 703 долари на місяць як аліменти.
Другий шлюб не протривав понад рік, але з третім йому пощастило. Дебора Дюбуа, що стала його дружиною 1974 року, прожила з ним до кінця життя і подарувала трьох дітей. Після смерті чоловіка вона продала права на екранізацію його життя компанії Universal, але дочка від першого шлюбу заявила про незаконність такого рішення. Та звернулася до суду з проханням зупинити зйомки фільму «Баррі Сіл - Король контрабанди» («American Made»), але суддя вирішив, що її доводи безпідставні.

## Контрабандистська діяльність
1974 року, коли ці звинувачення були доведені, він був звільнений з TWA, а через деякий час став займатися наданням консультацій в області приватної авіації в країнах Латинської Америки.
За словами його дружини Дебори Сіл (англ. Deborah Seal), консультаційна діяльність була всього лише прикриттям, насправді з 1975 року її чоловік почав брати участь в незаконній контрабанді марихуани як основного джерела доходу. 10 грудня 1979 року він був заарештований в Гондурасі після прибуття на приватному літаку з Еквадору з 40 кг (загальною вартістю 25 млн доларів) кокаїну на борту. Сілу було пред'явлено звинувачення, в результаті чого дев'ять місяців він провів у в'язниці. У вересні 1980 року він був звільнений.
У в'язниці Сіл познайомився з таким собі Вільямом Роджером Рівзом (англ. William Roger Reeves), ще одним наркоконтрабандистом, який працював з кланом Очоа (ісп. El Clan Ochoa), в який входили рідні брати Хорхе Луїс, Хуан Давид і Фабіо Очоа Васкес.
1981 року Сіл прибув до Колумбії, де Рівз познайомив його з братами Очоа, в результаті чого і почалися його тісні стосунки з «Медельїнським картелем», на чолі якого, крім Очоа, стояв легендарний «кокаїновий король» — Пабло Ескобар.
1982 року Сіл почав працювати на картель пілотом, транспортувати численні поставки колумбійського кокаїну в Сполучені Штати, зовсім скоро ставши для картеля основним «транспортним вузлом» з США. За деякими відомостями, за один рейс він заробляв від 500 тис. до 1,5 млн доларів.
У Луїзіані і Арканзасі у нього були власні бази зі злітно-посадковими смугами і парком власних літаків і вертольотів, оснащених найдорожчим і сучасним устаткуванням радіолокації. Парк аеротранспорту постійно поповнювався.
До 1984 року на рахунку Баррі Сіла значилося близько 150 рейсів, в результаті яких в США потрапило «медельїнського коксу» вартістю більше, ніж на 5 млрд доларів, — літаючи за фальшивими документами з різними іменами, Сіл перевіз кокаїну, можливо, більше, ніж будь-хто і будь-коли в історії.

## Уникнення тюремного ув'язнення
Зрештою, в березні 1984 року в Форт-Лодердейлі, штат Флорида, під час чергового рейсу з Нікарагуа Баррі Сіл (цього разу його звали Елліс Маккензі (англ. Ellis Mackenzie)) був заарештований співробітниками УБН (управління з боротьби з наркотиками, англ. Drug Enforcement Administration, DEA).
У федеральному суді штату йому було пред'явлено звинувачення в контрабанді наркотиків і відмиванні грошей, за результатами якого його засудили до 10 років позбавлення волі. Щоб уникнути тривалого тюремного ув'язнення, після винесення вироку Сіл запропонував правоохоронним органам свою співпрацю з урядом у ролі таємного інформатора. Федеральні спецслужби спочатку відмовилися, однак, після особистого схвалення тодішнього глави ЦРУ Джорджа Буша-старшого, погодилися використовувати його в дачі показань проти своїх роботодавців та інших осіб прямо або побічно причетних до проникнення кокаїну на територію США.
Цю новину вітав сам президент Рональд Рейган, який хотів почати війну з правлячою партією сандиністів у Нікарагуа, яка в обмін на частку від продажу наркотиків, надавала колумбійським наркобаронам транзитну зону на своїх аеродромах.
З цього часу Баррі Сіл почав вести небезпечну подвійну гру таємного федерального інформатора. Уже після його першого слухання, кілька високопоставлених чиновників з Нікарагуа і Панами, а також кілька членів Медельїнського картелю були заарештовані і екстрадовані в США.
Сіл також змушений був і далі перевозити «Медельїнську» контрабанду із встановленими на літаках прихованими камерами.
Незабаром одній з камер вдалося зафіксувати знімки Пабло Ескобара, Хорхе Очоа та інших наркобаронів, які допомагають нікарагуанським солдатам завантажувати 1200 кг кокаїну на борт військово-транспортного літака C-123. На фото був також зафіксований міністр внутрішніх справ Нікарагуа і інші офіційні особи цієї країни.
Після отримання цінних доказів у причетності членів уряду Нікарагуа до колумбійських наркобаронів, суд Флориди скоротив Баррі Сілу термін покарання з 10 років до 6 місяців умовного терміну. Суддя похвалив Сіла за його роботу, повідомивши, що «інформатор, який ставить на кін своє життя, щоб допомогти силам правопорядку, — заслуговує справедливої компенсації».
Зрозуміло, фото повинно було бути строго засекречено, проте, в середині липня 1984 року президент Рейган, порушивши всі норми щодо захисту свідків, вийшов в телеефір, продемонструвавши всій країні дану фотографію і публічно звинуватив партію сандиністів, назвавши їх «брудними контрабандистами наркотиків, що розкладають американську молодь».

## Смерть
У грудні 1984 року Медельїнський картель оголосив за вбивство Сіла або за його викрадення в Колумбію нагороду в 500 тис. і 1 млн доларів відповідно.
19 лютого 1986 року Баррі Сіл, що проходив за програмою захисту свідків, був застрелений автоматною чергою в голову, сидячи в своєму білому кадилаку, припаркованому на узбіччі траси недалеко від Батон-Руж, де він повинен був зустрітися з одним з агентів ЦРУ.
Убивць було троє, вони були затримані відразу після злочину, намагаючись залишити штат. За підозрами слідства, прямим замовником убивства був один із братів Очоа (Хорхе Луїс або Фабіо). У травні 1987 року колумбійці Луїс Карлос Куінтер-Круз, Мігель Велес і Бернардо Антоніо Васкес були визнані винними в убивстві Сіла і засуджені до довічного тюремного ув'язнення без права на умовно-дострокове звільнення.

## В популярній культурі

### У фільмах
- Сіла грає Денніс Гоппер в документальній драмі «Зрада» (англ. Doublecrossed) (1991),[2] котрий показує напарника-пілота Сіла Еміля Кампа[3][4] (зіграного Джорджем Бейлі), хоча деякі сюжетні лінії мають під собою реальні події за участю Вільяма Роджера Рівза, котрий зустрів Сіла у в'язниці і познайомив його із картелем Медельїна.[5]
- Сіла грає Майкл Паре в американській кримінальній драмі «Афера під прикриттям» (2016), у двох коротких сценах, які історично неточні, з драматичною ліцензією на зображення персонажу фільму, Роберт Мазур, як пасажира в автомобілі, керованому Сілом, якого застрелили під час поїздки на мотоциклі.
- Сіла грає Том Круз в кримінальній драматичній комедії «Баррі Сіл: Король контрабанди» (2017), знятій за подіями із життя Сіла, виробництва Imagine Entertainment.[6][7]